# Бирсар
Бирсар (фр. Bursard) насеље је и општина у северној Француској у региону Доња Нормандија, у департману Орн која припада префектури Алансон.
По подацима из 2011. године у општини је живело 197 становника, а густина насељености је износила 18,67 становника/km². Општина се простире на површини од 10,55 km². Налази се на средњој надморској висини од 160 метара (максималној 207 m, а минималној 144 m).

## Демографија
| 1962. | 1968. | 1975. | 1982. | 1990. | 1999. | 2011. |
| ----- | ----- | ----- | ----- | ----- | ----- | ----- |
| 227   | 211   | 193   | 172   | 194   | 196   | 197   |

График промене броја становника у току последњих година